# Szatan (Tatry)

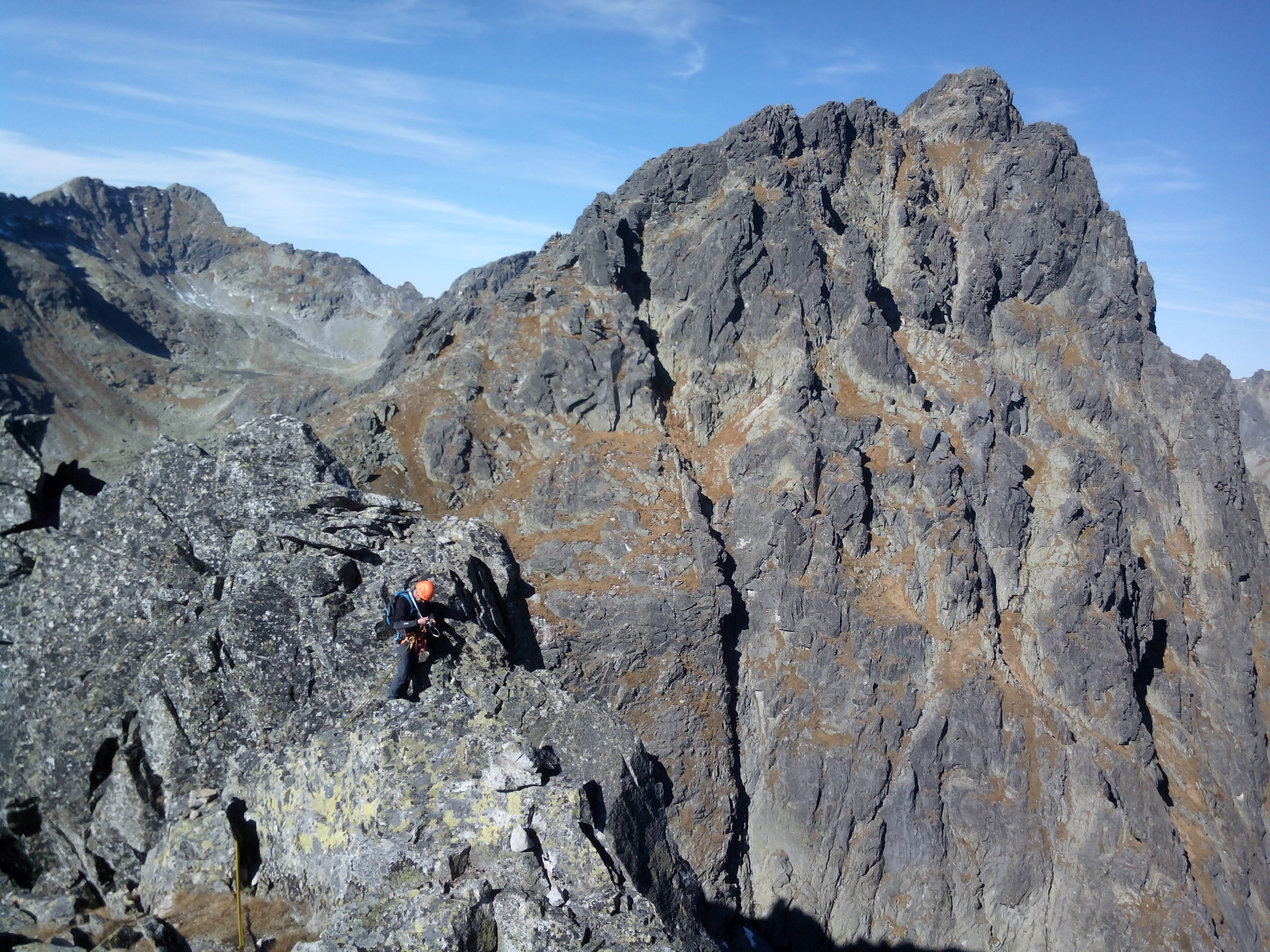
Szatan z Grani Baszt

Szatan (słow. Satan, niem. Satan, węg. Sátán) – szczyt o wysokości 2422 m położony w słowackich Tatrach Wysokich. Należy do Grani Baszt (Hrebeň bášt) rozdzielającej doliny Młynicką (Mlynická dolina) i Mięguszowiecką (Mengusovská dolina). Znajduje się pomiędzy Szatanią Przełęczą (2323 m) a Pośrednią Basztą, od której oddziela go Przełęcz nad Czerwonym Żlebem (2324 m).
Szatan jest najwyższym szczytem Grani Baszt. Kopuła szczytowa Szatana utworzona jest przez dwa wierzchołki o zbliżonej wysokości – północno-zachodni i południowo-wschodni, rozdzielone wciętą na 11 metrów Szatanią Szczerbiną. W dawniejszej literaturze, kiedy nazwy szczytów i przełęczy Grani Baszt nie były jeszcze tak precyzyjnie ustalone jak obecnie, nazywano też czasami Szatana Basztą, Zadnią Basztą itd.
W południowej grani Szatana, między jego południowym wierzchołkiem, a Przełęczą nad Czerwonym Żlebem wyróżnia się kolejno kilka obiektów: Szatanie Wrótka, Szatania Turnia, Niżnie Szatanie Wrótka, Szatania Kopka, Szatani Karb, Szatania Turniczka.
W tej części Grani Baszt występuje duże nasycenie „szatańskiego” nazewnictwa. Nazwa Szatan związana jest z legendami, według których w Szatanim Żlebie szatan strzeże ukrytych skarbów (szlachetnych kruszców), a na śmiałków próbujących je zdobyć strąca kamienie. Istotnie w XVIII wieku pojawiali się w tej okolicy poszukiwacze skarbów. Nazwę szczytu podawał Jakob Buchholtz już w 1751 r.

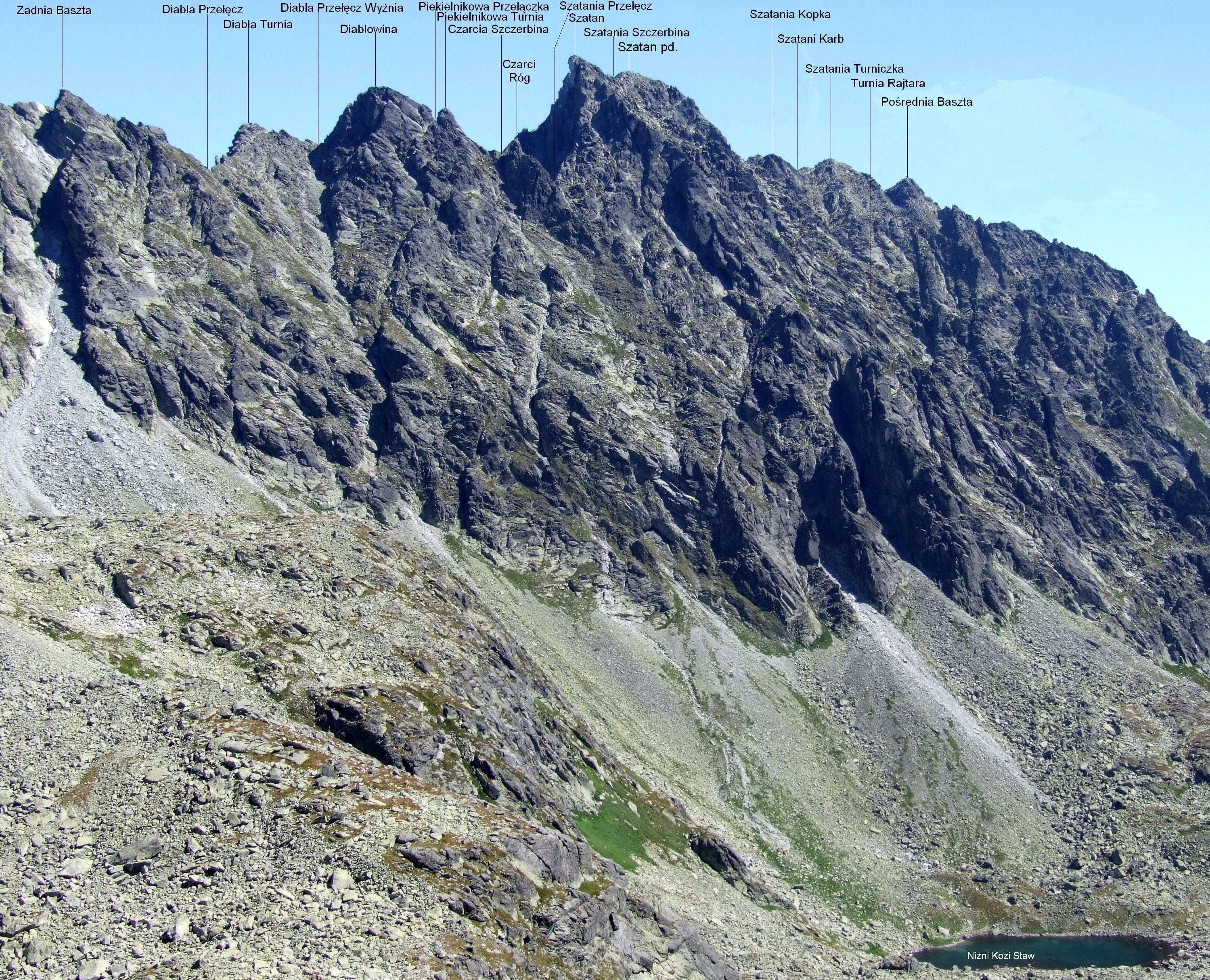
Widok z Doliny Młynickiej
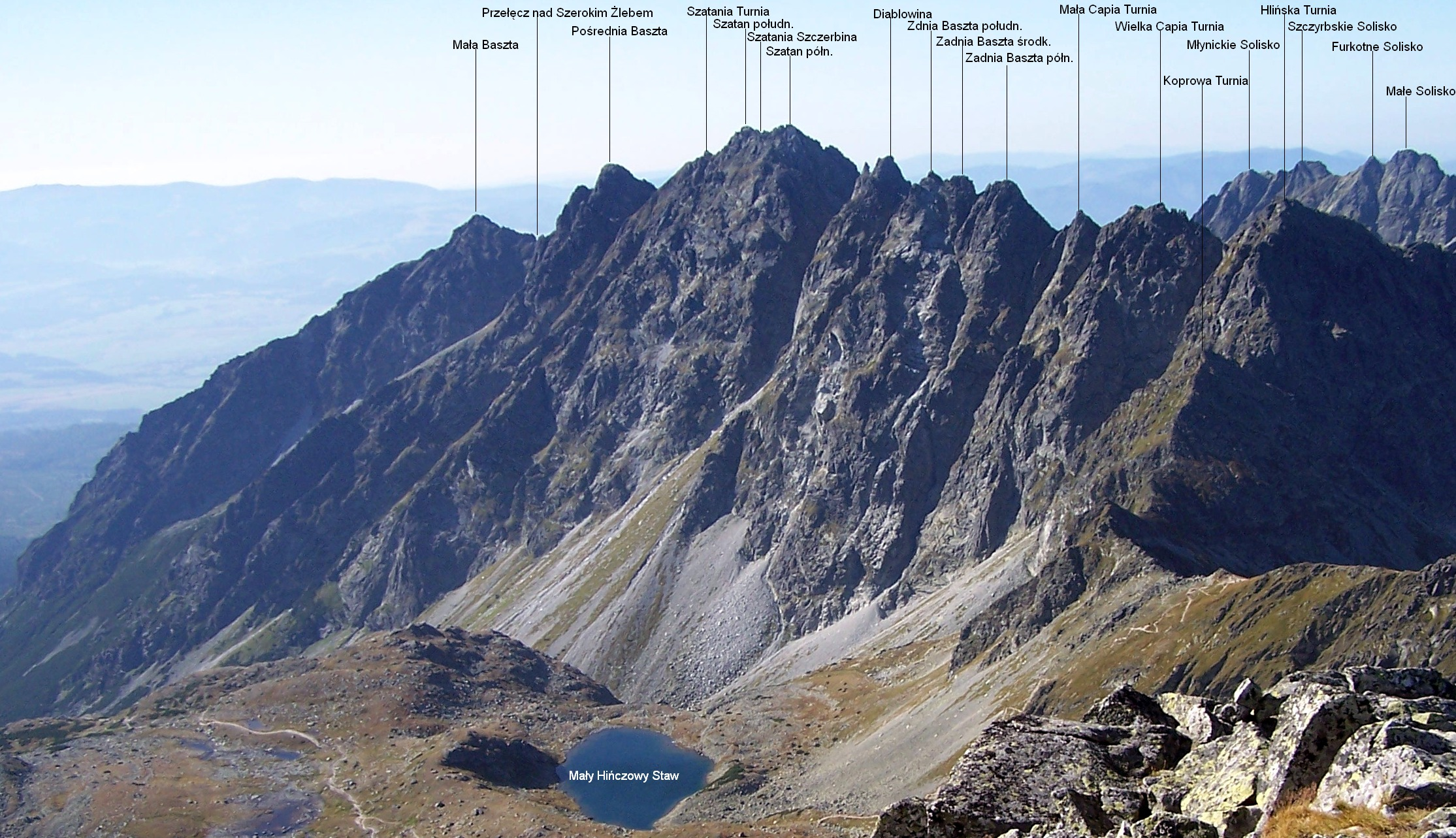
Widok z Mięguszowieckiego Szczytu
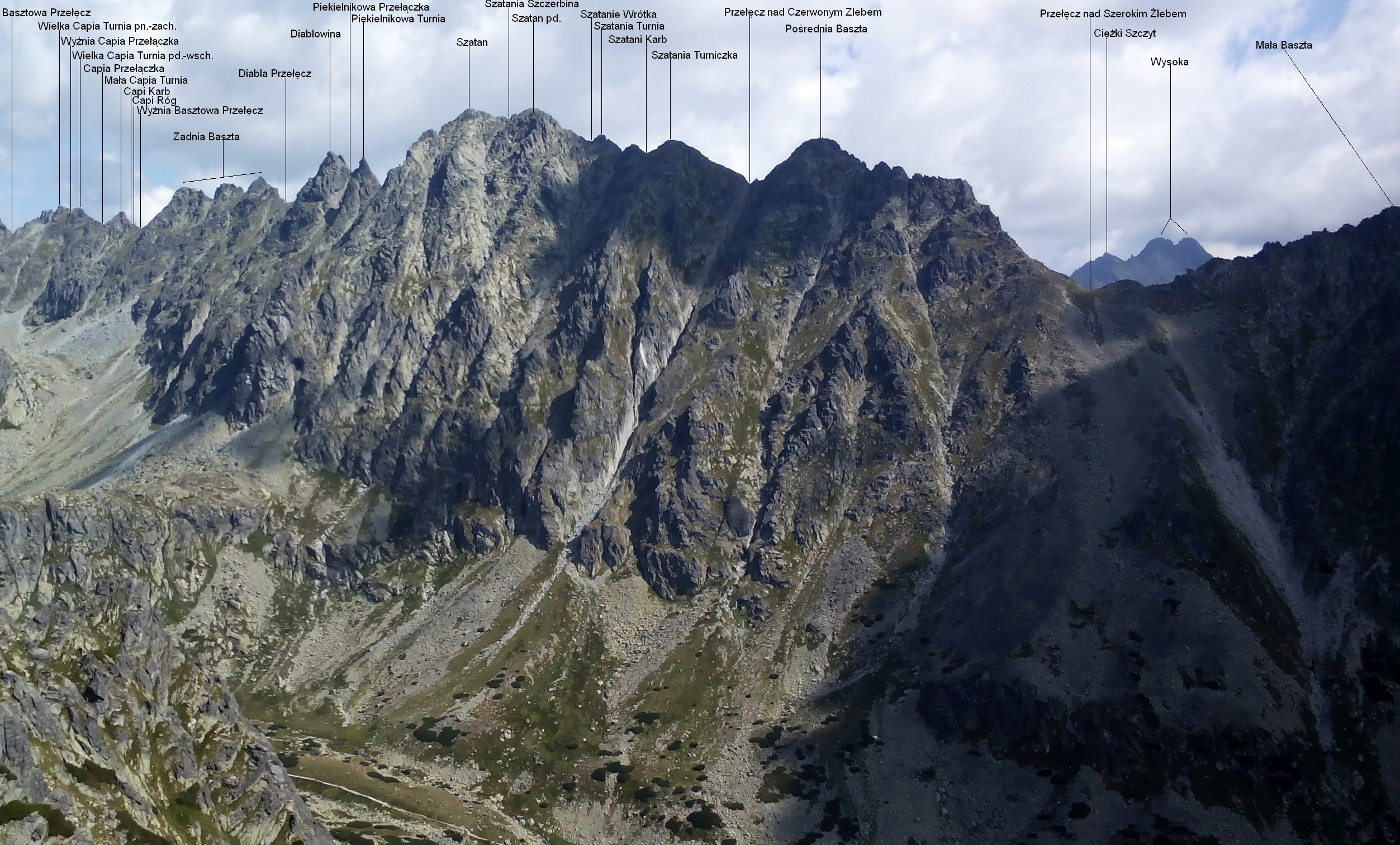
Widok ze Skrajnego Soliska
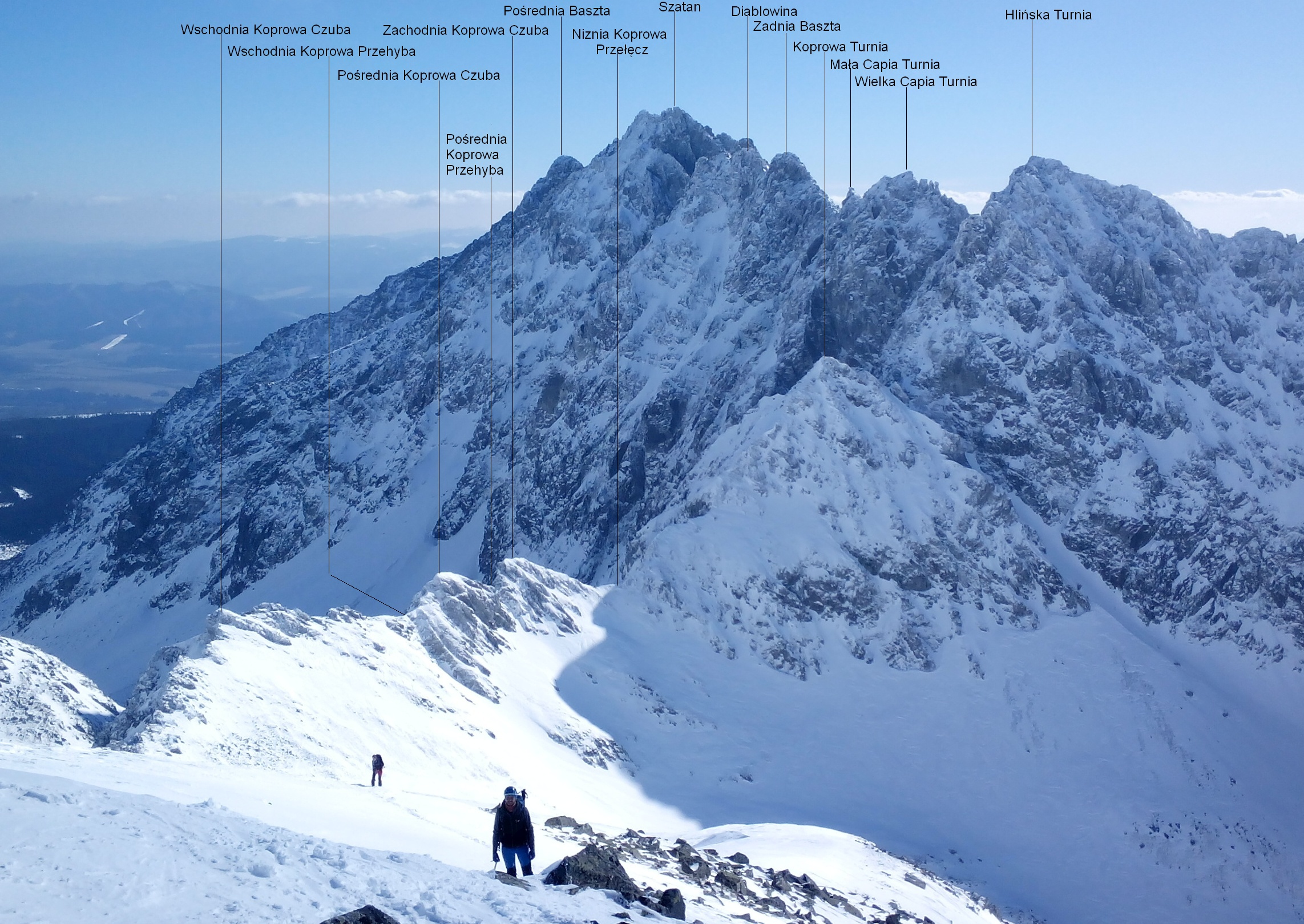
Widok z Koprowego Wierchu
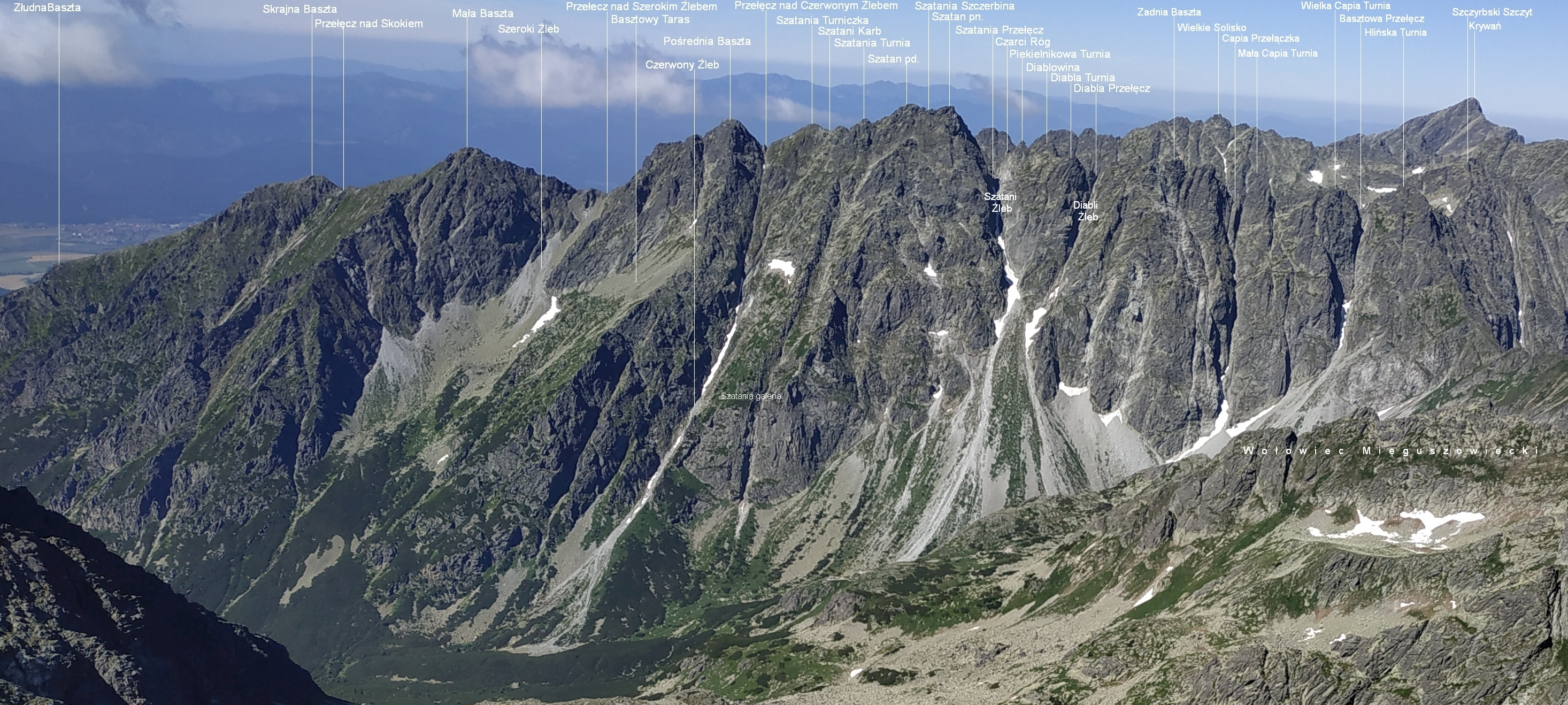
Widok z Rysów

## Taternictwo
Na szczyt nie prowadzi żaden szlak turystyczny. Jednak zrzeszeni taternicy i turyści z uprawnionym przewodnikiem mogą wejść na Szatana. Z Doliny Młynickiej prowadzi znakowana kopczykami dość wygodna perć. Nie poleca się podejścia od Doliny Mięguszowieckiej Szatanim Żlebem: jest niebezpieczny ze względu na spadające nim czasami kamienie.
Pierwsze odnotowane wejścia
- Jan Gwalbert Pawlikowski i Maciej Sieczka – ok. 1880 r.
- zimą – Ernst Dubke, Johann Breuer i Johann Franz (senior) – 12 lutego 1906 r.[6]

Przejście granią
1. Z Szataniej Przełęczy, północno-zachodnią granią; 0+ w skali tatrzańskiej, czas przejścia 20 min[3]

Ściana wschodnia
Opada do Dolinki Szataniej i podzielona jest wyraźnym, wschodnim żebrem na dwie części. Żebro ma różnicę wysokości około 440 m, a wraz z dolnym urwiskiem około 690 m. Część północno-wschodnia to typowa ściana o deniwelacji około 490 m, część południowo-zachodnia to raczej zbocze, tylko jego najniższa część jest urwista. Jest to ściana o ukośnej podstawie i wysokości 370–540 m. Ponad nią znajduje się rozległy, trawiasty teren zwany Szatanią Galerią. Wybitną formacją skalną we wschodniej ścianie jest także północno-wschodni filar wierzchołka północnego o deniwelacji około 440 m.
1. Północno-wschodnim filarem północnego wierzchołka; III, 2 godz.
2. Przez tarasy (północno-wschodnią ścianą); II, miejsce III, 2 godz.
3. Północno-wschodnią ścianą, drogą Harnička; III, 4 godz.
4. Wschodnim żebrem; I, 1 godz. 30 min
5. Lewym żebrem wschodniej ściany, drogą Jurzycy; I, 2 godz. 30 min[3]

Ściana zachodnia
Opada do Doliny Młynickiej, ma szerokość około 550 m i wysokość dochodzącą do 460 m. Jej prawa część (patrząc od dołu) opada na Zadnią Polanę (na piętro ze Stawem nad Skokiem), lewa na piętro z Niżnim Kozim Stawem. W kolejności od północy na południe wyróżnia się w niej następujące formacje skalne:
- zachodnie żebro Szataniej Turniczki;
- prawa depresja opadająca z odcinka między południowym wierzchołkiem Szatana a Szatanią Turniczką;
- zachodnie żebro południowego wierzchołka. Najbardziej strome jest w dolnej części. Na wysokości 2150–2240 m jest w nim kilka turniczek;
- środkowa depresja opadająca z Szataniej Szczerbiny. Ma deniwelację około 440 m. Najbardziej stroma jest jej dolna żlebowata część zbudowana z bardzo jasnych, wymytych skał;
- południowo-zachodnie żebro północnego wierzchołka;
- lewa depresja, wyraźnie widoczna od piargów prawie po szczyt, zanikająca dopiero około 30 m poniżej północnego wierzchołka;
- „puste żebro”, około 60 m pod szczytem wrastające w Żebro Rajtara;
- formacja między pustym żebrem” a Żebrem Rajtara
- zachodnie żebro zwane Żebrem Rajtara. Ma deniwelację około 400 m i z punktu widzenia taterników jest najciekawszym obiektem zachodniej ściany Szatana. Znajduje się w nim Turnia Rajtara[3].

Zachodnią ścianę przecinają dwa zachody: Zachód Przewodników i Wyżni Zachód.
1. Zachodnim żebrem Szataniej Turniczki (Kasiečkova cesta); III, 6 godz. 30 min
2. Przez Zachód Przewodników i prawą depresję; 0+, od szlaku 2 godz.
3. Zachodnim żebrem południowego wierzchołka; II, miejsce III, 2 godz.
4. Środkową depresją; II, 1 godz.
5. Południowo-zachodnim żebrem północnego wierzchołka (Szukając Wiegandta); I, miejsce II, 1 godz. 15 min
6. Droga Wiegandt-Zuber; I, w zejściu 1 godz. 30 min
7. Prawą częścią zachodniej ściany północnego wierzchołka; III, wyciąg IV, 3 godz. 30 min
8. Prawym ramieniem zachodniego żebra; w dolnej części V, miejsce A0, w górnej III, 5 godz.
9. Lewym ramieniem zachodniego żebra (Podszepty szatana); dołem IV, miejsce V-, w górze III, 3 godz.
10. Trawers 2200; 0+, z prawej depresji do Szataniej Przełęczy 30 min[3].